# Gmina Zaklików
Die Gmina Zaklików ist eine Stadt-und-Land-Gemeinde im Powiat Stalowowolski der Woiwodschaft Karpatenvorland in Polen. Ihr Sitz ist die gleichnamige Stadt mit 3030 Einwohnern (2016). Zum 1. Januar 2014 wurde Zaklików zur Stadt erhoben.

## Gliederung
Zur Stadt-und-Land-Gemeinde (gmina miejsko-wiejska) gehören neben der Stadt Zaklików folgende sieben Dörfer mit einem Schulzenamt:
Antoniówka
Baraki Nowe
Baraki Stare
Dąbrowa
Gielnia
Goliszowiec
Irena
Józefów
Karkówka
Lipa
Łążek
Łysaków
Łysaków-Kolonia
Szlakówka
Zdziechowice Pierwsze
Zdziechowice Drugie
Weitere Ortschaften der Gemeinde sind Goliszowiec, Kruszyna und Radna Góra.